# Pedro José de Oliveira Pernambuco Filho
Pedro José de Oliveira Pernambuco Filho (Natal, Rio Grande do Norte, 31 de janeiro de 1887 – 19 de dezembro de 1970) foi um médico brasileiro.
Doutorado em medicina pela Faculdade de Medicina do Rio de Janeiro em 1909, defendendo a tese “Contribuição ao estudo de ciclotimia”. Foi eleito membro da Academia Nacional de Medicina em 1929, sucedendo João de Souza Gomes Netto na Cadeira 48, que tem Márcio Philaphiano Nery como patrono.